# Vaporware
Il termine vaporware è un neologismo inglese con cui si indicano, sarcasticamente, i prodotti informatici di cui viene annunciata una data di uscita sul mercato, ma che successivamente non vedono la luce per problemi tecnici o economici; il loro sviluppo può comunque essere ripreso dopo un determinato periodo di tempo.
Il termine vaporware nacque verso la fine degli anni settanta del ventesimo secolo, per ironizzare sulla tendenza dei programmatori informatici ad aggiungere il suffisso «ware» a qualsivoglia sostantivo. All'epoca, il mercato dei personal computer era ancora agli inizi e le aziende che li producevano provvedevano anche a rendere disponibili i software compatibili con gli stessi; ben presto, però, i produttori si resero conto che era più conveniente produrre gli hardware anziché i software, generando un ritardo nel campo dello sviluppo di questi ultimi.

## Bufale
C'è una qualche somiglianza tra i vaporware e le cosiddette "bufale": entrambe, infatti, prevedono un intento promozionale di qualcosa che non potrà essere successivamente reso disponibile sul mercato; la più importante distinzione, però, consiste nel fatto che i vaporware prevedono l'intenzione di sviluppare davvero il prodotto, mentre le "bufale" non hanno un progetto chiaro fin dall'inizio.

## Tipologie
Un vaporware può nascere in seguito ad un semplice sondaggio di mercato effettuato dall'azienda, che può decidere di rilasciare una serie di informazioni riguardo ad un programma non ancora completato per osservare l'effetto che provoca sui consumatori; in caso di riscontro positivo, l'azienda può decidere di proseguire nello sviluppo del software in questione, altrimenti propendere per la cancellazione.
Può anche succedere che l'azienda rilasci informazioni con il deliberato intento di danneggiare i propri concorrenti, instillando il dubbio nei consumatori su quale dei due prodotti scegliere (FUD); se la strategia ha effetto, il consumatore può infatti decidere di non comprare il prodotto già sviluppato dai concorrenti ma aspettare quello non ancora concluso dell'azienda. Riguardo a questo uso scorretto dei vaporware, è stata condotta una ricerca che ha dimostrato come il semplice annuncio della tecnologia DivX, a fine anni novanta, abbia raffreddato gli entusiasmi dei consumatori verso l'utilizzo dei lettori DVD.
Un vaporware può anche essere il frutto di eccessivo ottimismo o ambizione da parte dell'azienda e, talvolta, può materializzarsi dopo un certo periodo di tempo.

## Esempi
Di seguito sono elencati alcuni tra i più conosciuti esempi di vaporware che si sono concretizzati dopo molto tempo:
| Prodotto           | Annuncio | Pubblicazione | Attesa | Nota  |
| ------------------ | -------- | ------------- | ------ | ----- |
| Xanadu             | 1960     | 1998          | 38     | [ 2 ] |
| Duke Nukem Forever | 1997     | 2011          | 14     |       |
| Black Mesa         | 2005     | 2020          | 15     | [ 3 ] |
| Final Fantasy XV   | 2006     | 2016          | 10     |       |
| The Last Guardian  | 2008     | 2016          | 8      |       |